# Lista över fornlämningar i Nyköpings kommun (Tunaberg)
Lista över fornlämningar i Nyköpings kommun (Tunaberg) är en förteckning av ett urval av de fornlämningar som finns i Tunaberg i Nyköpings kommun.
| Namn                              | Lämningstyp             | Tillkomsttid | Historisk indelning    | Plats | Läge                 | ID-nr          | Bild                                      |
| --------------------------------- | ----------------------- | ------------ | ---------------------- | ----- | -------------------- | -------------- | ----------------------------------------- |
| Tunaberg 19:1                     | Stensättning            |              | Tunaberg, Södermanland |       | 58.606623, 16.852729 | 10038100190001 | Ladda upp en bild av detta fornminne      |
| Tunaberg 20:1                     | Gravfält                |              | Tunaberg, Södermanland |       | 58.614508, 16.870517 | 10038100200001 | Ladda upp en bild av detta fornminne      |
| Tunaberg 21:1                     | Röse                    |              | Tunaberg, Södermanland |       | 58.616398, 16.920491 | 10038100210001 | Ladda upp en bild av detta fornminne      |
| Tunaberg 33:1                     | Röse                    |              | Tunaberg, Södermanland |       | 58.645274, 17.022406 | 10038100330001 | Ladda upp en bild av detta fornminne      |
| Tunaberg 34:1                     | Röse                    |              | Tunaberg, Södermanland |       | 58.635043, 17.015470 | 10038100340001 | Ladda upp en bild av detta fornminne      |
| Tunaberg 35:1                     | Röse                    |              | Tunaberg, Södermanland |       | 58.636565, 17.020543 | 10038100350001 | Ladda upp en bild av detta fornminne      |
| Tunaberg 35:2                     | Röse                    |              | Tunaberg, Södermanland |       | 58.636391, 17.019797 | 10038100350002 | Ladda upp en bild av detta fornminne      |
| Tunaberg 35:3                     | Gravhägnad              |              | Tunaberg, Södermanland |       | 58.636192, 17.020609 | 10038100350003 | Ladda upp en bild av detta fornminne      |
| Tunaberg 35:4                     | Gravhägnad              |              | Tunaberg, Södermanland |       | 58.636226, 17.021324 | 10038100350004 | Ladda upp en bild av detta fornminne      |
| Tunaberg 36:1                     | Stensättning            |              | Tunaberg, Södermanland |       | 58.647944, 17.022229 | 10038100360001 | Ladda upp en bild av detta fornminne      |
| Tunaberg 37:1                     | Röse                    |              | Tunaberg, Södermanland |       | 58.650519, 17.036790 | 10038100370001 | Ladda upp en bild av detta fornminne      |
| Tunaberg 41:1                     | Röse                    |              | Tunaberg, Södermanland |       | 58.652031, 17.032152 | 10038100410001 | Ladda upp en bild av detta fornminne      |
| Tunaberg 42:1                     | Stensättning            |              | Tunaberg, Södermanland |       | 58.651056, 17.032742 | 10038100420001 | Ladda upp en bild av detta fornminne      |
| Tunaberg 43:1                     | Stensättning            |              | Tunaberg, Södermanland |       | 58.668748, 17.002871 | 10038100430001 | Ladda upp en bild av detta fornminne      |
| Tunaberg 44:1                     | Fornborg                |              | Tunaberg, Södermanland |       | 58.668264, 17.004092 | 10038100440001 | Ladda upp en bild av detta fornminne      |
| Tunaberg 45:1                     | Stensättning            |              | Tunaberg, Södermanland |       | 58.672633, 16.932285 | 10038100450001 | Ladda upp en bild av detta fornminne      |
| Tunaberg 45:2                     | Stensättning            |              | Tunaberg, Södermanland |       | 58.672918, 16.932503 | 10038100450002 | Ladda upp en bild av detta fornminne      |
| Tunaberg 47:1                     | Röse                    |              | Tunaberg, Södermanland |       | 58.626063, 17.013842 | 10038100470001 | Ladda upp en bild av detta fornminne      |
| Tunaberg 48:1                     | Begravningsplats        |              | Tunaberg, Södermanland |       | 58.627092, 17.016908 | 10038100480001 | Ladda upp en bild av detta fornminne      |
| Tunaberg 49:1                     | Röse                    |              | Tunaberg, Södermanland |       | 58.631817, 17.025443 | 10038100490001 | Ladda upp en bild av detta fornminne      |
| Tunaberg 50:1                     | Röse                    |              | Tunaberg, Södermanland |       | 58.634474, 17.029087 | 10038100500001 | Ladda upp en bild av detta fornminne      |
| Tunaberg 50:2                     | Stensättning            |              | Tunaberg, Södermanland |       | 58.634562, 17.028229 | 10038100500002 | Ladda upp en bild av detta fornminne      |
| Tunaberg 54:1                     | Röse                    |              | Tunaberg, Södermanland |       | 58.629015, 16.989014 | 10038100540001 | Ladda upp en bild av detta fornminne      |
| Tunaberg 54:2                     | Röse                    |              | Tunaberg, Södermanland |       | 58.629025, 16.989842 | 10038100540002 | Ladda upp en bild av detta fornminne      |
| Stora Jättekasten (Tunaberg 56:1) | Röse                    |              | Tunaberg, Södermanland |       | 58.633994, 16.992843 | 10038100560001 | Ladda upp en bild av detta fornminne      |
| Lilla Jättekasten (Tunaberg 57:1) | Röse                    |              | Tunaberg, Södermanland |       | 58.633223, 16.998834 | 10038100570001 | Ladda upp en bild av detta fornminne      |
| Kolerakyrkogården (Tunaberg 60:1) | Begravningsplats        |              | Tunaberg, Södermanland |       | 58.653441, 16.962713 | 10038100600001 | Ladda upp en bild av detta fornminne      |
| Tunaberg 62:1                     | Stensättning            |              | Tunaberg, Södermanland |       | 58.671460, 16.901496 | 10038100620001 | Ladda upp en bild av detta fornminne      |
| Tunaberg 64:1                     | Röse                    |              | Tunaberg, Södermanland |       | 58.624655, 16.985068 | 10038100640001 | Ladda upp en bild av detta fornminne      |
| Tunaberg 65:1                     | Röse                    |              | Tunaberg, Södermanland |       | 58.625086, 16.989269 | 10038100650001 | Ladda upp en bild av detta fornminne      |
| Tunaberg 66:1                     | Röse                    |              | Tunaberg, Södermanland |       | 58.627705, 16.982798 | 10038100660001 | Ladda upp en bild av detta fornminne      |
| Tunaberg 67:1                     | Gravfält                |              | Tunaberg, Södermanland |       | 58.634267, 16.939465 | 10038100670001 | Ladda upp en bild av detta fornminne      |
| Tunaberg 68:1                     | Stensättning            |              | Tunaberg, Södermanland |       | 58.634908, 16.943850 | 10038100680001 | Ladda upp en bild av detta fornminne      |
| Tunaberg 70:1                     | Hög                     |              | Tunaberg, Södermanland |       | 58.639277, 16.938122 | 10038100700001 | Ladda upp en bild av detta fornminne      |
| Tunaberg 70:2                     | Stensättning            |              | Tunaberg, Södermanland |       | 58.639222, 16.938293 | 10038100700002 | Ladda upp en bild av detta fornminne      |
| Tunaberg 71:1                     | Gravfält                |              | Tunaberg, Södermanland |       | 58.638354, 16.938780 | 10038100710001 | Ladda upp en bild av detta fornminne      |
| Tunaberg 72:1                     | Gravfält                |              | Tunaberg, Södermanland |       | 58.650670, 16.935879 | 10038100720001 | Ladda upp en bild av detta fornminne      |
| Tunaberg 73:1                     | Stensättning            |              | Tunaberg, Södermanland |       | 58.653912, 16.935064 | 10038100730001 | Ladda upp en bild av detta fornminne      |
| Tunaberg 73:2                     | Stensättning            |              | Tunaberg, Södermanland |       | 58.654226, 16.935039 | 10038100730002 | Ladda upp en bild av detta fornminne      |
| Tunaberg 80:1                     | Stensättning            |              | Tunaberg, Södermanland |       | 58.660228, 16.933943 | 10038100800001 | Ladda upp en bild av detta fornminne      |
| Tunaberg 83:1                     | Röse                    |              | Tunaberg, Södermanland |       | 58.659393, 16.923269 | 10038100830001 | Ladda upp en bild av detta fornminne      |
| Tunaberg 83:2                     | Röse                    |              | Tunaberg, Södermanland |       | 58.659207, 16.922936 | 10038100830002 | Ladda upp en bild av detta fornminne      |
| Tunaberg 83:3                     | Stensättning            |              | Tunaberg, Södermanland |       | 58.659061, 16.923156 | 10038100830003 | Ladda upp en bild av detta fornminne      |
| Tunaberg 84:1                     | Stensättning            |              | Tunaberg, Södermanland |       | 58.656294, 16.927219 | 10038100840001 | Ladda upp en bild av detta fornminne      |
| Tunaberg 86:1                     | Stensättning            |              | Tunaberg, Södermanland |       | 58.653531, 16.930016 | 10038100860001 | Ladda upp en bild av detta fornminne      |
| Tunaberg 87:1                     | Stensättning            |              | Tunaberg, Södermanland |       | 58.657189, 16.921083 | 10038100870001 | Ladda upp en bild av detta fornminne      |
| Tunaberg 88:1                     | Stensättning            |              | Tunaberg, Södermanland |       | 58.655952, 16.917116 | 10038100880001 | Ladda upp en bild av detta fornminne      |
| Tunaberg 88:2                     | Röse                    |              | Tunaberg, Södermanland |       | 58.655975, 16.917600 | 10038100880002 | Ladda upp en bild av detta fornminne      |
| Tunaberg 88:3                     | Stensättning            |              | Tunaberg, Södermanland |       | 58.656096, 16.917103 | 10038100880003 | Ladda upp en bild av detta fornminne      |
| Tunaberg 88:4                     | Stensättning            |              | Tunaberg, Södermanland |       | 58.656093, 16.917500 | 10038100880004 | Ladda upp en bild av detta fornminne      |
| Tunaberg 89:1                     | Gravfält                |              | Tunaberg, Södermanland |       | 58.654994, 16.917761 | 10038100890001 | Ladda upp en bild av detta fornminne      |
| Tunaberg 90:1                     | Röse                    |              | Tunaberg, Södermanland |       | 58.633421, 17.028229 | 10038100900001 | Ladda upp en bild av detta fornminne      |
| Tunaberg 90:2                     | Stensättning            |              | Tunaberg, Södermanland |       | 58.633419, 17.028470 | 10038100900002 | Ladda upp en bild av detta fornminne      |
| Tunaberg 90:3                     | Stensättning            |              | Tunaberg, Södermanland |       | 58.633524, 17.028748 | 10038100900003 | Ladda upp en bild av detta fornminne      |
| Tunaberg 91:1                     | Röse                    |              | Tunaberg, Södermanland |       | 58.652226, 16.911680 | 10038100910001 | Ladda upp en bild av detta fornminne      |
| Tunaberg 91:2                     | Stensättning            |              | Tunaberg, Södermanland |       | 58.652318, 16.911442 | 10038100910002 | Ladda upp en bild av detta fornminne      |
| Tunaberg 91:3                     | Stensättning            |              | Tunaberg, Södermanland |       | 58.652382, 16.911289 | 10038100910003 | Ladda upp en bild av detta fornminne      |
| Tunaberg 92:1                     | Stensättning            |              | Tunaberg, Södermanland |       | 58.651977, 16.912518 | 10038100920001 | Ladda upp en bild av detta fornminne      |
| Tunaberg 92:2                     | Stensättning            |              | Tunaberg, Södermanland |       | 58.651975, 16.912776 | 10038100920002 | Ladda upp en bild av detta fornminne      |
| Tunaberg 92:3                     | Stensättning            |              | Tunaberg, Södermanland |       | 58.651837, 16.913117 | 10038100920003 | Ladda upp en bild av detta fornminne      |
| Tunaberg 93:1                     | Stensättning            |              | Tunaberg, Södermanland |       | 58.652863, 16.917664 | 10038100930001 | Ladda upp en bild av detta fornminne      |
| Tunaberg 94:1                     | Stensättning            |              | Tunaberg, Södermanland |       | 58.654411, 16.903710 | 10038100940001 | Ladda upp en bild av detta fornminne      |
| Tunaberg 96:1                     | Stensättning            |              | Tunaberg, Södermanland |       | 58.652198, 16.901457 | 10038100960001 | Ladda upp en bild av detta fornminne      |
| Tunaberg 100:1                    | Gravfält                |              | Tunaberg, Södermanland |       | 58.637664, 16.931479 | 10038101000001 | Ladda upp en bild av detta fornminne      |
| Tunaberg 101:1                    | Stensättning            |              | Tunaberg, Södermanland |       | 58.616290, 16.933327 | 10038101010001 | Ladda upp en till bild av detta fornminne |
| Tunaberg 101:2                    | Stensättning            |              | Tunaberg, Södermanland |       | 58.616276, 16.933000 | 10038101010002 | Ladda upp en bild av detta fornminne      |
| Tunaberg 101:3                    | Stensättning            |              | Tunaberg, Södermanland |       | 58.616255, 16.932568 | 10038101010003 | Ladda upp en till bild av detta fornminne |
| Tunaberg 102:1                    | Röse                    |              | Tunaberg, Södermanland |       | 58.616586, 16.930725 | 10038101020001 | Ladda upp en till bild av detta fornminne |
| Tunaberg 103:1                    | Stensättning            |              | Tunaberg, Södermanland |       | 58.615548, 16.932377 | 10038101030001 | Ladda upp en till bild av detta fornminne |
| Tunaberg 103:2                    | Röse                    |              | Tunaberg, Södermanland |       | 58.615402, 16.931888 | 10038101030002 | Ladda upp en till bild av detta fornminne |
| Tunaberg 104:1                    | Röse                    |              | Tunaberg, Södermanland |       | 58.613533, 16.931226 | 10038101040001 | Ladda upp en bild av detta fornminne      |
| Tunaberg 107:1                    | Stensättning            |              | Tunaberg, Södermanland |       | 58.650814, 16.913966 | 10038101070001 | Ladda upp en bild av detta fornminne      |
| Tunaberg 108:1                    | Stensättning            |              | Tunaberg, Södermanland |       | 58.651456, 16.912382 | 10038101080001 | Ladda upp en bild av detta fornminne      |
| Tunaberg 109:1                    | Stensättning            |              | Tunaberg, Södermanland |       | 58.650533, 16.915423 | 10038101090001 | Ladda upp en bild av detta fornminne      |
| Tunaberg 115:1                    | Stensättning            |              | Tunaberg, Södermanland |       | 58.648721, 16.884758 | 10038101150001 | Ladda upp en bild av detta fornminne      |
| Tunaberg 116:1                    | Stensättning            |              | Tunaberg, Södermanland |       | 58.648368, 16.882662 | 10038101160001 | Ladda upp en bild av detta fornminne      |
| Tunaberg 125:1                    | Röse                    |              | Tunaberg, Södermanland |       | 58.617684, 16.859868 | 10038101250001 | Ladda upp en bild av detta fornminne      |
| Tunaberg 131:1                    | Stensättning            |              | Tunaberg, Södermanland |       | 58.630571, 16.907880 | 10038101310001 | Ladda upp en bild av detta fornminne      |
| Korsudden (Tunaberg 133:1)        | Stensättning            |              | Tunaberg, Södermanland |       | 58.612079, 16.917122 | 10038101330001 | Ladda upp en bild av detta fornminne      |
| Tunaberg 136:1                    | Stensättning            |              | Tunaberg, Södermanland |       | 58.633282, 17.021012 | 10038101360001 | Ladda upp en bild av detta fornminne      |
| Tunaberg 141:1                    | Stensättning            |              | Tunaberg, Södermanland |       | 58.670482, 16.904180 | 10038101410001 | Ladda upp en bild av detta fornminne      |
| Tunaberg 141:2                    | Stensättning            |              | Tunaberg, Södermanland |       | 58.670319, 16.904256 | 10038101410002 | Ladda upp en bild av detta fornminne      |
| Tunaberg 149:1                    | Stensättning            |              | Tunaberg, Södermanland |       | 58.641961, 17.023202 | 10038101490001 | Ladda upp en bild av detta fornminne      |
| Tunaberg 163:1                    | Stensättning            |              | Tunaberg, Södermanland |       | 58.652889, 17.007121 | 10038101630001 | Ladda upp en bild av detta fornminne      |
| Tunaberg 187:1                    | Stensättning            |              | Tunaberg, Södermanland |       | 58.633598, 16.942552 | 10038101870001 | Ladda upp en bild av detta fornminne      |
| Tunaberg 286:1                    | Stensättning            |              | Tunaberg, Södermanland |       | 58.635983, 17.022557 | 10038102860001 | Ladda upp en bild av detta fornminne      |
| Tunaberg 344:1                    | Stensättning            |              | Tunaberg, Södermanland |       | 58.652636, 16.930645 | 10038103440001 | Ladda upp en bild av detta fornminne      |
| Tunaberg 344:3                    | Stensättning            |              | Tunaberg, Södermanland |       | 58.652492, 16.930761 | 10038103440003 | Ladda upp en bild av detta fornminne      |
| Tunaberg 345:1                    | Stensättning            |              | Tunaberg, Södermanland |       | 58.673519, 16.934391 | 10038103450001 | Ladda upp en bild av detta fornminne      |
| Tunaberg 348:1                    | Stensättning            |              | Tunaberg, Södermanland |       | 58.621050, 16.810886 | 10038103480001 | Ladda upp en bild av detta fornminne      |
| Tunaberg 365:1                    | Hällristning            |              | Tunaberg, Södermanland |       | 58.647477, 16.890887 | 10038103650001 | Ladda upp en bild av detta fornminne      |
| Tunaberg 366:1                    | Hällristning            |              | Tunaberg, Södermanland |       | 58.645789, 16.894799 | 10038103660001 | Ladda upp en bild av detta fornminne      |
| Tunaberg 367:1                    | Hällristning            |              | Tunaberg, Södermanland |       | 58.646344, 16.900183 | 10038103670001 | Ladda upp en bild av detta fornminne      |
| Tunaberg 368:1                    | Hällristning            |              | Tunaberg, Södermanland |       | 58.646022, 16.892998 | 10038103680001 | Ladda upp en bild av detta fornminne      |
| Tunaberg 369:1                    | Hällristning            |              | Tunaberg, Södermanland |       | 58.647111, 16.890509 | 10038103690001 | Ladda upp en bild av detta fornminne      |
| Tunaberg 370:1                    | Stensättning            |              | Tunaberg, Södermanland |       | 58.647334, 16.891225 | 10038103700001 | Ladda upp en bild av detta fornminne      |
| Tunaberg 370:2                    | Stensättning            |              | Tunaberg, Södermanland |       | 58.647319, 16.891355 | 10038103700002 | Ladda upp en bild av detta fornminne      |
| Tunaberg 370:3                    | Stensättning            |              | Tunaberg, Södermanland |       | 58.647268, 16.891485 | 10038103700003 | Ladda upp en bild av detta fornminne      |
| Tunaberg 370:4                    | Stensättning            |              | Tunaberg, Södermanland |       | 58.647175, 16.891442 | 10038103700004 | Ladda upp en bild av detta fornminne      |
| Tunaberg 371:1                    | Stensättning            |              | Tunaberg, Södermanland |       | 58.647094, 16.892509 | 10038103710001 | Ladda upp en bild av detta fornminne      |
| Tunaberg 386:2                    | Hällristning            |              | Tunaberg, Södermanland |       | 58.622137, 16.947111 | 10038103860002 | Ladda upp en bild av detta fornminne      |
| Tunaberg 428:1                    | Hällristning            |              | Tunaberg, Södermanland |       | 58.647934, 16.886479 | 10038104280001 | Ladda upp en bild av detta fornminne      |
| Tunaberg 429:1                    | Hällristning            |              | Tunaberg, Södermanland |       | 58.646798, 16.900975 | 10038104290001 | Ladda upp en bild av detta fornminne      |
| Tunaberg 429:2                    | Hällristning            |              | Tunaberg, Södermanland |       | 58.646890, 16.901129 | 10038104290002 | Ladda upp en bild av detta fornminne      |
| Tunaberg 573                      | Husgrund, historisk tid |              | Tunaberg, Södermanland |       | 58.658791, 16.912199 | 12000000046681 | Ladda upp en bild av detta fornminne      |
| Tunaberg 601                      | Stensättning            |              | Tunaberg, Södermanland |       | 58.659513, 16.925649 | 12000000048475 | Ladda upp en bild av detta fornminne      |
| Tunaberg 639                      | Stensättning            |              | Tunaberg, Södermanland |       | 58.620458, 16.820302 | 12000000107350 | Ladda upp en bild av detta fornminne      |
| Tunaberg 657                      | Stensättning            |              | Tunaberg, Södermanland |       | 58.620290, 16.873537 | 12000000132344 | Ladda upp en bild av detta fornminne      |